# توم فيشر (لاعب كرة قاعدة أمريكي)
توم فيشر (بالإنجليزية: Tom Fisher)‏ هو لاعب كرة قاعدة أمريكي، ولد في 4 أبريل 1942 في كليفلاند في الولايات المتحدة، وتوفي في 21 نوفمبر 2016 في أفون في الولايات المتحدة.

## وصلات خارجية
- توم فيشر (لاعب كرة قاعدة أمريكي) على موقعبيزبول رفرنس.كوم (الدوري الرئيسي) (الإنجليزية)
- توم فيشر (لاعب كرة قاعدة أمريكي) على موقعبيزبول رفرنس.كوم (الدوري الثانوي) (الإنجليزية)